# Âge d'or de la piraterie
 (mai 2024).
Pour les articles homonymes, voir Âge d'or (homonymie).
Batailles
- Mata Asnillos (1671)
- Cape Fear (1718)
- Île d'Ocracoke (1718)
- Anjouan (1720)
- Saint-Denis (1721)

L’Âge d'or de la piraterie désigne une ou plusieurs périodes de la piraterie au début de l'époque moderne.

## Préambule
Dans sa définition la plus large, l'âge d'or de la piraterie s'étend des années 1650 aux années 1730 et couvre trois périodes séparées de la piraterie :
- La période des flibustiers de 1650 à 1680, caractérisée par les marins anglais et français basés en Jamaïque et sur l'île de la Tortue, attaquant les colonies et navires espagnols dans les Caraïbes et l'ouest de l'océan Pacifique ;
- La « Ronde des Pirates (en) » (Pirate Round) des années 1690 (et brièvement autour de 1720), associée aux voyages longue distance en provenance des Bermudes et des Amériques pour voler des navires musulmans (arabes, ottomans, etc.) et la Compagnie anglaise des Indes orientales dans l'océan Indien et la mer Rouge ;
- La période de l'après guerre de Succession d'Espagne, définie par Marcus Rediker comme s'étendant de 1716 à 1726 quand des marins anglo-américains et des corsaires laissés inoccupés par la fin de la guerre se sont enrôlés en masse dans la piraterie aux Caraïbes, sur la côte Est américaine, la côte Ouest africaine et l'océan Indien.

Des définitions plus étroites de l'âge d'or excluent parfois la première ou deuxième période, mais la plupart comprennent au moins une partie de la troisième. Au sens le plus strict, l'Âge d'or de la piraterie s'étend de 1715 à 1725 et est principalement localisé dans les Caraïbes.
Les facteurs contribuant à la piraterie pendant l'âge d'or comprenaient l'augmentation des quantités de cargaisons de valeur expédiées vers l'Europe sur de vastes zones océaniques, la réduction des marines européennes dans certaines régions, la formation et l'expérience que de nombreux marins avaient acquises dans les marines européennes (en particulier la Royal Navy) et un gouvernement corrompu et inefficace dans les colonies européennes d'outre-mer. Les puissances coloniales de l'époque se sont constamment battues avec les pirates et se sont livrées à plusieurs batailles notables et à d'autres événements connexes.
La piraterie est le miroir à plus petite échelle des conflits sur le commerce et la colonisation entre les puissances européennes rivales de l'époque, y compris les empires de Grande-Bretagne, d'Espagne, des Pays-Bas, du Portugal et de France.
La plupart de ces pirates étaient d'origine galloise, anglaise, néerlandaise, irlandaise et française. De nombreux pirates venaient de zones urbaines plus pauvres à la recherche d'un moyen de gagner de l'argent et de bénéficier d'un sursis. Londres était surtout connue pour son taux de chômage élevé, son surpeuplement et sa pauvreté qui poussaient les gens à la piraterie. La piraterie offrait également du pouvoir et des richesses rapides.

## Période des boucaniers (1650-1680)
Des historiens, comme John Fiske, marquent vers 1650 le début de l'âge d'or de la piraterie, lorsque la fin des guerres de religion permit aux pays européens de reprendre le développement de leurs empires coloniaux. Cela impliquait un commerce maritime considérable et une amélioration économique générale : il y avait de l'argent à gagner - ou à voler - et une grande partie voyageait par bateau.
Les boucaniers français s'étaient établis sur le nord de l'Hispaniola dès 1625, mais vivaient au début principalement comme des chasseurs plutôt que des voleurs. Leur transition vers la piraterie à plein temps a été progressive et motivée en partie par les efforts espagnols pour éliminer à la fois les boucaniers et les proies dont ils dépendaient. La migration des boucaniers du continent d'Hispaniola vers l'île de la Tortue, plus défendable, a limité leurs ressources et accéléré leurs raids pirates. Selon Alexandre Exquemelin, boucanier et historien qui reste une source majeure sur cette période, le boucanier de la Tortue Pierre le Grand (en) a été le pionnier des attaques contre les galions lors de leurs voyages de retour vers l'Espagne.
La croissance de la flibuste sur l'île de la Tortue a été augmentée en 1655 lorsque les Anglais s'emparent de la Jamaïque, alors sous domination espagnole. Les premiers gouverneurs anglais de la Jamaïque ont accordé librement des lettres de marque aux boucaniers de l'île de la Tortue et à leurs propres compatriotes, tandis que la croissance de Port Royal a fourni à ces pillards un endroit beaucoup plus rentable et agréable pour vendre leur butin. Dans les années 1660, le nouveau gouverneur français de l'île de la Tortue, Bertrand d'Ogeron, a également fourni des commissions de corsaire à ses propres colons et aux égorgeurs anglais de Port Royal. Ces conditions ont porté le flibustier des Caraïbes à son apogée.

## Période des pirates (1693-1700)
Un certain nombre de facteurs ont poussé les pirates anglo-américains, dont certains avaient appris à être des pirates pendant la période des flibustiers, à chercher des trésors au-delà des Caraïbes au début des années 1690.
La chute de la période Stuart en Grande-Bretagne, en 1714, avait restauré l'hostilité traditionnelle entre la Grande-Bretagne et la France, mettant ainsi fin à la collaboration fructueuse entre la Jamaïque, anglaise, et l'île de la Tortue, française. La dévastation de Port Royal par un tremblement de terre en 1692 (en) a encore réduit les attractions des Caraïbes en détruisant le principal marché des pirates pour le pillage. Les gouverneurs coloniaux des Caraïbes ont commencé à abandonner la politique traditionnelle de « pas de paix au-delà de la ligne », selon laquelle il était entendu que la guerre continuerait (et que des lettres de marque seraient ainsi accordées) dans les Caraïbes indépendamment des traités de paix signés en Europe; désormais, les commissions ne seraient accordées qu'en temps de guerre et leurs limitations seraient strictement appliquées. 
Maracaibo avait été mise à sac trois fois entre 1667 et 1678, tandis que Río de la Hacha avait été attaqué cinq fois et Tolú huit fois.
Dans le même temps, les colonies les moins favorisées de l'Angleterre, notamment les Bermudes, l'État de New York et Rhode Island, étaient privées de liquidités par les lois sur la navigation. Les marchands et les gouverneurs avides d'argent étaient prêts à ignorer et même à garantir les voyages de pirates. Un fonctionnaire colonial a défendu un pirate parce qu'il pensait qu'il était « très dur de pendre des gens qui rapportent de l'or à ces provinces ». Bien que certains de ces pirates opérant à partir de la Nouvelle-Angleterre et des Middle Colonies (en) aient bien ciblé les colonies espagnoles les plus reculées de la côte Pacifique dans les années 1690 et au-delà, l'océan Indien devint une cible plus riche et plus tentante. La production économique de l'Inde a éclipsé celle de l'Europe pendant cette période, en particulier dans les produits de luxe de grande valeur tels que la soie et le calicot, qui ont fait un butin idéal pour les pirates. En même temps, aucune marine puissante ne sillonnait l'océan Indien, laissant à la fois la navigation locale et les navires de diverses compagnies de l'Inde orientale vulnérables aux attaques. Cela a préparé le terrain pour de célèbres pirates tels que de Thomas Tew, Henry Every, Robert Culliford et William Kidd.

## Après la guerre de succession d'Espagne
En 1713 et 1714, une série de traités de paix met fin à la guerre de succession d'Espagne. En conséquence, des milliers de marins, y compris des corsaires britanniques, se trouvent relevés de leurs fonctions militaires, à un moment où le commerce maritime transatlantique commençait à exploser. En outre, les Européens qui avaient été poussés par le chômage à devenir des marins et des soldats impliqués dans l'esclavage étaient souvent enthousiastes à l'idée d'abandonner ce métier et de se tourner vers la piraterie, donnant aux capitaines de pirates un réservoir régulier de recrues dans les eaux et les côtes ouest-africaines.
En 1715, des pirates lancèrent un raid majeur sur des plongeurs espagnols qui tentaient de récupérer l'or d'un galion au trésor englouti au large de Vero Beach en Floride. Le noyau des pirates était composé d'un groupe d'anciens corsaires anglais, qui rapidement sont entrés dans l'infamie et sont devenus des légendes : Henry Jennings, Charles Vane, Samuel Bellamy, Benjamin Hornigold, Edward England, Barbe Noire mais aussi Anne Bonny. Contrairement à leurs attentes, le gouverneur de la Jamaïque a refusé de permettre à Henry Jennings et à leurs hommes de dépenser leur butin sur son île. Avec Kingston et le déclin de Port Royal qui leur sont fermés, Hornigold, Jennings et leurs camarades fondent une nouvelle base de pirates à Nassau, sur l'île de New Providence aux Bahamas, abandonnée pendant la guerre. Jusqu'à l'arrivée du gouverneur Woodes Rogers trois ans plus tard, la République des Pirates sera le foyer de ces aventuriers et de leurs nombreuses recrues.
Le trafic maritime triangulaire entre l'Afrique, les Caraïbes et l'Europe a commencé à monter en flèche au XVIIIe siècle, un modèle connu sous le nom de traite triangulaire transatlantique des esclaves et qui était une cible riche pour la piraterie. Des navires de commerce ont navigué de l'Europe vers la côte africaine, échangeant des produits manufacturés et des armes contre des esclaves. Les commerçants se rendaient ensuite dans les Caraïbes pour vendre les esclaves et retourneraient en Europe avec des produits tels que le sucre, le tabac et le cacao. Sur une autre route commerciale triangulaire, les navires transportaient des matières premières, de la morue conservée et du rhum vers l'Europe, où une partie de la cargaison serait vendue pour des produits manufacturés, qui (avec le reste du chargement d'origine) étaient transportés vers les Caraïbes, où ils ont été échangés contre du sucre et de la mélasse, qui (avec quelques articles manufacturés) ont été transportés en Nouvelle-Angleterre. Les navires du commerce triangulaire faisait de l'argent à chaque arrêt.
Dans le cadre du règlement de la guerre de succession d'Espagne, la Grande-Bretagne a obtenu l'asiento, un contrat du gouvernement espagnol pour fournir des esclaves aux nouvelles colonies espagnoles du monde, qui a donné aux commerçants et aux passeurs britanniques un accès plus large aux marchés espagnols autrefois fermés en Amérique. Cet arrangement a également fortement contribué à la propagation de la piraterie à travers l'Atlantique Ouest. L'expédition vers les colonies a explosé avec le flot de marins qualifiés après la guerre. Les expéditeurs marchands ont utilisé le surplus de main-d'œuvre pour faire baisser les salaires, réduire les coûts pour maximiser les profits et créer des conditions déplorables à bord de leurs navires. Les marins marchands ont souffert de taux de mortalité aussi élevés ou plus élevés que les esclaves transportés. Les conditions de vie étaient si pauvres que de nombreux marins ont commencé à préférer une existence plus libre en tant que pirate. L'augmentation du volume du trafic maritime pourrait également soutenir un grand corps de brigands.
Pendant ce temps, de nombreux pirates étaient à l'origine soit des marins de la Royal Navy, soit des corsaires ou des marins marchands. La plupart des pirates avaient l'expérience de la vie en mer et savaient à quel point les conditions pouvaient être difficiles. Les marins du roi n'avaient souvent que très peu à manger lorsqu'ils étaient en mer et finissaient par être malades, affamés et mourants. Cela a conduit certains marins à abandonner le roi et à devenir des pirates. Cela a également permis aux pirates de mieux combattre la marine. Contrairement aux autres marins, les pirates avaient des règles strictes sur la façon dont ils devaient être traités sur le navire. Contrairement à ce que beaucoup de gens pensent, les capitaines n'avaient pas de dictature sur le reste des pirates sur leur navire. Les capitaines devaient être élus, et il y avait également des règles strictes à respecter. Le capitaine n'était pas mieux traité (avec plus de nourriture, de meilleures conditions de vie, etc.) que les autres membres de l'équipage et devait traiter l'équipage avec respect. C'était parce que de nombreux capitaines marchands traitaient terriblement leurs équipages. De nombreux pirates avaient auparavant servi sur ces navires marchands et savaient à quel point certains capitaines pouvaient être horribles. Pour cette raison, tous les navires contenaient des conseils. Ces conseils composés de tous les membres d'équipage d'un navire donné. Certains conseils étaient utilisés quotidiennement pour prendre des décisions tandis que d'autres étaient utilisés comme système judiciaire. Quoi qu'il en soit, ces pirates avaient autant de pouvoir que le capitaine en dehors de la bataille. Le capitaine n'avait la pleine autorité qu'en temps de bataille et pouvait être démis de ses fonctions s'il faisait preuve de lâcheté face à l'ennemi. Il devait aussi être audacieux au combat. Les pirates ne voulaient pas que les choses se terminent de la même manière que sur un navire de la marine.

## Retour de la piraterie
Entre 1719 et 1721, Edward England, John Taylor, Olivier Levasseur et Christopher Condent ont opéré à partir de Madagascar. Taylor et Levasseur font la plus grosse prise de l'histoire de l'âge d'or de la piraterie, lors du pillage du vaisseau portugais Nossa Senhora do Cabo (Vierge du Cap) à la Réunion en 1721, obtenant des diamants et autres trésors d'une valeur totale de 800 000 £.
Condent était également un pirate prospère, mais Edward England ne l'était pas. Il fut abandonné aux Comores par Taylor et Levasseur en 1721 et mourut peu de temps après. Malgré le succès de Taylor et La Buse, la piraterie a rapidement décliné à nouveau. Edward Teach est mort dans la bataille lorsque son dernier navire, l'Aventure, s'est échoué dans un combat avec le navire de la marine du lieutenant Robert Maynard, le HMS Pearl (en). Il aurait été poignardé vingt fois et abattu cinq fois avant de mourir.

## Pirates de l'époque
Un grand nombre de pirates proviennent de cette époque, de l'âge d'or de la piraterie dont les plus connus sont:
- Samuel Bellamy (1689-1717), plus connu sous les noms de Black Sam ou encore Black Bellamy et surnommé Prince des Pirates, capitaine du Whydah Gally, qui a été perdu dans une tempête au large du cape Cod en 1717. Bellamy était populairement connu comme le « Robin des Bois des pirates » et se vantait de ses justifications idéologiques pour la piraterie.
- Stede Bonnet (1688-1718), surnommé le gentleman pirate qui était un riche propriétaire terrien barbadien devenu pirate uniquement pour la recherche d'aventure. Bonnet commanda un sloop de 10 canons nommé Revenge et attaqua des navires au large de la côte de Virginie en 1717. Il fut capturé et pendu en 1718.
- Benjamin Hornigold (1680-1719), pirate puis corsaire anglais du début du XVIIIe siècle. Sa carrière de pirate est relativement courte, de 1713 à 1718. Il est le cofondateur de la République Pirate de Nassau. Il obtient un pardon royal et se fait alors chasseur de pirate. Il meurt dans un naufrage en 1719.
- Henry Jennings (NC- 1745), ancien corsaire de la Couronne Britannique, réputé pour être un pirate cruel et parfois barbare lorsqu'il s'agit d'obtenir des informations. Il est le plus grand rival de Benjamin Hornigold. Il commanda un certain temps Charles Vane, ce dernier étant le quartier maître de son équipage.
- Henry Every alias Henry Avery, John Avary, Long Ben ou Benjamin Bridgeman (1659-après 1696), l'un des rares grands capitaines pirates à se retirer avec son butin sans être arrêté ni tué au combat. Il est célèbre pour avoir capturé en 1695 le fabuleusement riche navire Ganj-i-Sawai de l'Empire moghol.
- Amaro Rodríguez Felipe (1678-1747) plus connu sous le nom d'Amaro Pargo, corsaire espagnol qui a dominé la route entre Cadix et les Caraïbes. Son personnage est entouré d'une auréole de romantisme qui le relie à la piraterie, à des trésors cachés et à des amours illicites, et qui est exploitée dans plusieurs romans. Sur la pierre tombale, en marbre, de sa tombe à San Cristóbal de La Laguna est gravé un crâne faisant un clin d'œil à son œil droit avec deux os croisés.
- William Fly (en) dont l'exécution en 1726 marque, selon l'historien Marcus Rediker la fin de l'âge d'or des pirates.
- William Kidd (1645-1701), exécuté à Londres, pour piraterie à Execution Dock, célèbre pour le trésor enfoui qu'il aurait laissé derrière lui...
- Olivier Levasseur (1685-1730), dit La Buse, le seul grand pirate français de Nassau qui était souvent associé à Hornigold, Bellamy, Kennedy et Taylor.
- Edward Low (1690-1724) né à Westminster, il était actif 1721-1724, et n'a jamais été capturé. Il était connu pour avoir torturé ses victimes avant de les tuer. Il coupait les oreilles, les lèvres et le nez.
- Henry Morgan (1635-1688), un flibustier qui a attaqué les Espagnols et mis à sac la ville de Panama avant de la brûler. Anobli il est nommé gouverneur de la Jamaïque.
- Jack Rackham dit Calico Jack (1682-1720), célèbre pour son partenariat avec les femmes pirates Anne Bonny et Mary Read. Capturé, il est pendu et son cadavre est enfermé dans une cage de métal pendu à un gibet à l'extérieur de Port Royal, en Jamaïque.
- Bartholomew Roberts dit Black Bart (1682-1722), est considéré par beaucoup comme le pirate le plus célèbre de tous les temps avec plus de 400 captures de navires.
- Edward Teach dit Barbe Noire (1680-1718), est peut-être le pirate le plus notoire parmi les nations anglophones. Actif de 1716 à 1718, son navire le plus célèbre était le Queen Anne's Revenge. Tué, durant la bataille de l'île d'Ocracoke, sa tête décapitée est exposée sur le beaupré de son navire.
- Charles Vane (1680-1721), qui a servi sous Henry Jennings avant de partir seul. Pirate particulièrement violent et impénitent, rude et impopulaire avec son équipage, Vane est déchu de son commandement avant d'être capturé et pendu en 1721.

Il y eut également quelques femmes pirates dont les plus célèbres sont :
- Anne Bonny (1698-1782), qui a acquis une réputation notoire à Nassau. Mariée, elle s'est enfuie avec son amant, Calico Jack Rackham.
- Mary Read (1690-1721), qui avait été habillée en garçon toute sa vie par sa mère et avait passé du temps dans l'armée britannique est arrivée aux Antilles après avoir quitté son mari et a rejoint l'équipage de Calico Jack Rackham après que le navire où elle se trouvait à bord a été attaqué par ce dernier. Au début, elle n'a divulgué son sexe qu'à Anne Bonny, mais elle l'a déclaré ouvertement lorsqu'elle s'est trouvé accusée par Rackham d'avoir une liaison avec Bonny qui était sa maitresse.
- Rachel Wall (1760-1789)

## Pirates barbaresques
Les pirates barbaresques étaient des pirates et des corsaires qui opéraient à partir des ports nord-africains (la « Côte des Barbaresques ») d'Alger, de Salé, de Tripoli et de Tunis, se nourrissant de la navigation dans l'ouest de la mer Méditerranée depuis les croisades ainsi que sur des navires en route vers l'Asie autour de l'Afrique jusqu'au début du 19e siècle. Les villages côtiers et les villes d'Italie, d'Espagne et des îles méditerranéennes ont été fréquemment attaqués par eux, et de longues étendues des côtes italiennes et espagnoles ont été presque complètement abandonnées par leurs habitants; Depuis le 17e siècle, les pirates barbaresques pénètrent occasionnellement dans l'Atlantique et frappent aussi loin au nord que l'Islande. Selon Robert Davis, entre 1 million et 1,25 million d'Européens ont été capturés par des pirates barbaresques et vendus comme esclaves dans le monde arabe entre le 16e et le 19e siècle.
Les pirates barbaresques ont prospéré au début du XVIIe siècle alors que les nouveaux gréements de voile de Simon Dansa ont permis aux raiders nord-africains, pour la première fois, de braver les eaux de l'Atlantique et de la Méditerranée. Plus de 20 000 captifs seraient incarcérés à Alger seulement. Les riches ont été autorisés à se racheter, mais les pauvres ont été condamnés à l'esclavage. Leurs maîtres leur permettaient à l'occasion de retrouver leur liberté lorsqu'ils se convertissaient à l'islam. Beaucoup de gens de bonne position sociale - Allemands, Italiens, Espagnols et voyageurs anglais dans le sud - ont été captifs pendant un certain temps.
En 1627, l'Islande a fait l'objet de raids connus sous le nom d'enlèvements turcs. Mourad Rais aurait fait 400 prisonniers. 242 des captifs ont ensuite été vendus en esclavage sur la côte de Barbarie. Les pirates n'ont pris que des jeunes et des personnes en bonne condition physique. Tous ceux qui résistaient ont été tués et les personnes âgées ont été rassemblées dans une église qui a été incendiée. Parmi les personnes capturées se trouvait Ólafur Egilsson, qui a été racheté l'année suivante et, à son retour en Islande, a écrit un récit d'esclave sur son expérience. Un autre captif célèbre de ce raid était Guðríður Símonardóttir. Le sac des Îles Vestmann est connu dans l'histoire de l'Islande sous le nom de Tyrkjaránið.
L'une des caractéristiques stéréotypées d'un pirate dans la culture populaire, le cache-œil, remonte au pirate arabe Rahmah bin Jabir al-Jalahimah, qui l'a porté après avoir perdu un œil au combat au XVIIIe siècle.
Alors que l'âge d'or des pirates européens et américains est généralement considéré comme terminé entre 1710 et 1730, la prospérité des pirates barbaresques s'est poursuivie jusqu'au début du XIXe siècle. Contrairement aux puissances européennes, les jeunes États-Unis ont refusé de rendre hommage aux États barbaresques et ont répondu avec la première guerre barbaresque, de 1801 à 1805, et la Seconde guerre barbaresque contre Tripoli, de Tunis et d'Alger, lorsque les pirates barbaresques ont capturé et réduit en esclavage les marins américains. Bien que les États-Unis n'aient eu qu'un succès limité dans ces guerres, la France et la Grande-Bretagne, avec leurs marines plus puissantes, ont rapidement emboîté le pas et ont éradiqué les raiders barbaresques.